# Piaffe

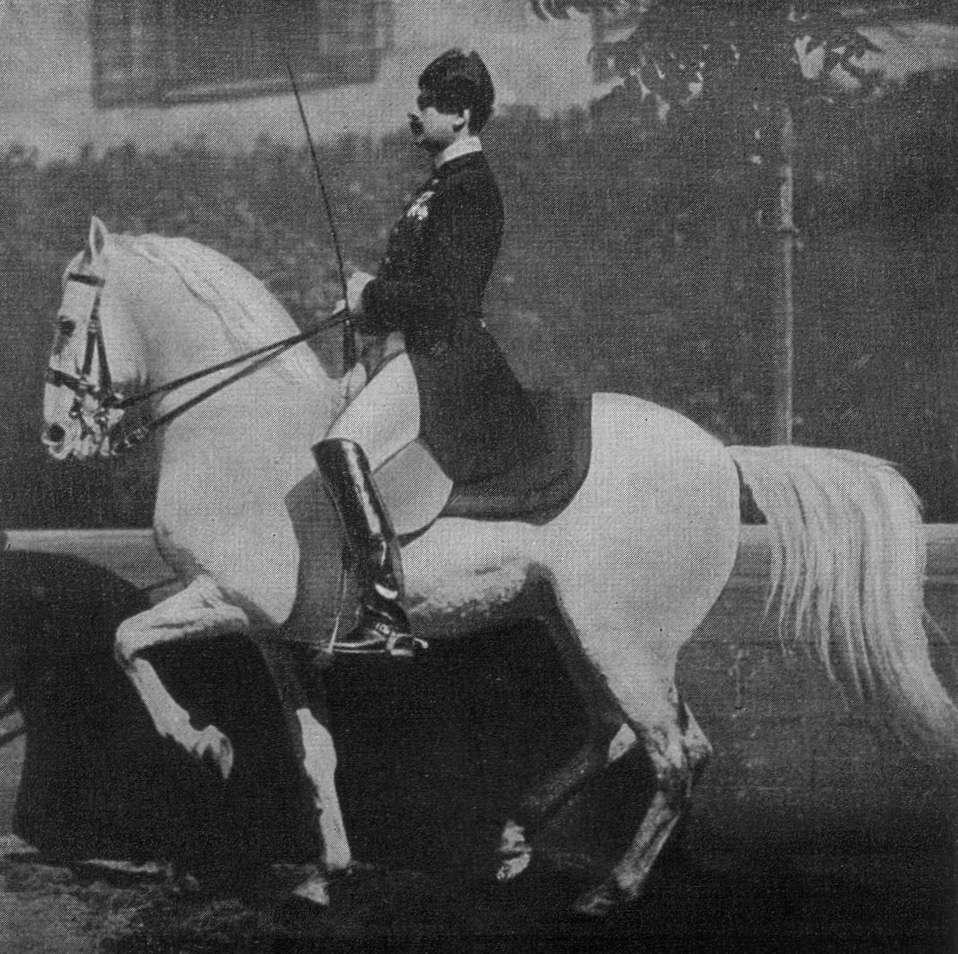
Oberbereiter Meixner auf Neapolitano Bona in der Piaffe

Die Piaffe (von frz. piaffer = tänzeln, stampfen) ist eine Übung der klassischen Reitkunst, bei der das Pferd eine trabartige Bewegung an der Stelle ausführt.
Die Piaffe ist Teil der höheren Dressurprüfungen der FEI und wird in vielen Reitweisen als Folklore gepflegt (z. B. auf der Iberischen Halbinsel, in Pakistan und Indien und in vielen südamerikanischen Staaten).
Die Piaffe gehört zu den Kunstgangarten (kunstvollen Verzierungen der natürlichen Gangarten). Sie stellt die Verzierung der Gangart Trab dar. Die anderen Kunstgangarten sind Spanischer Schritt, als Veredelung des Schrittes, Passage, als Veredelung des Trabes und Terre à Terre, Mezair und Courbetten als Veredelung des Galopps.
Die günstigen Auswirkungen für das Gleichgewicht und die Durchlässigkeit des Pferdes schildern die Buchautoren aller Jahrhunderte einhellig als bedeutsam. Dabei seien nicht alle Pferde gleich gut für die Piaffe geeignet. Es bedarf der angeborenen erhabenen, edlen Bewegung und eines munteren aber zugleich geduldigen Temperaments. Bei der Ausführung wird darauf Wert gelegt, dass der Reiter den Zügel nicht nötig hat, weil das Pferd die Übung von sich heraus macht. Die Piaffe wird meist an der Hand geschult und erst später unter dem Reiter ausgeführt. Hinrichs teilt die Hilfen in vier Bausteine ein: mäßiges Treiben, volles Treiben, Effekt abwarten, Reprise ausklingen lassen. Er empfiehlt, ein faules Pferd in kurzen Reprisen zu wecken und ein übereifriges Pferd in langen Reprisen zu beruhigen. Francois Baucher gibt die strikte Anweisung, insbesondere in der Piaffe peinlichst genau die Regel „Hände ohne Beine, Beine ohne Hände“ zu befolgen. Er meint damit, dass Zügel und Schenkelhilfen nie gleichzeitig eingesetzt werden dürfen. Steinbrecht sieht die ideale Piaffe, wenn das Vorderbein sich beinahe in die Waagerechte hebt, der Hals wohlaufgerichtet ist und das Pferd bei jedem Schritt auf dem Gebiss kaut. Das veranschaulicht Philippe Karl in einem Feldversuch, der beweist, dass nur die Piaffe mit dem Genick am höchsten Punkt, dem Vorderbein in der Senkrechten und gesenkter Kruppe das Körpergewicht des Pferdes vermehrt auf die Hinterbeine zu verlagern vermag.
Als Fehler werden beschrieben:
- Nach hinten heraus hüpfende Hinterhand[5]
- Klebende (mangelnde Aktivität der) Hinterhand[5]
- Wedeln oder „leinewebern“ (seitliche Ausfallschritte der Hinterbeine)[7]
- Nachtreten (kurzes Zwischenauffußen des Hinterhufes)[5]
- Kruppe höher als der Widerrist[8]
- Übertriebenes Unterkriechen der Hinterhand[5][8]
- Flache Vorhand[9]
- Mangelnde Aufrichtung des Widerrists[10]
- Rückständige Vorhand[6]
- Gesenktes Genick, Überzäumung[6]

Als Bahnfiguren in der Piaffe nennt Bernhard Hugo von Holleuffer das „Kreuz in der Piaff“, eine kreuzförmige vorwärts, seitwärts und rückwärts ausgeführte Piaffe (siehe auch Sarabande), die „Piaffpirouette“, eine langsame Drehung um die Hinterhand in der Piaffe und die „Piaffe in der Bewegung“, bei der zum Abschluss der Piaffe eine Pesade angefügt wird.